# Xosé María Díaz Castro
Xosé María Díaz Castro, né le 19 février 1914 à Guitiriz et mort le 2 octobre 1990, est un poète et traducteur galicien. La journée des lettres galiciennes (Día das Letras Galegas) de 2014 lui est consacrée.

## Biographie
Fils de Isidro Díaz Calvo, employé aux écritures à la mairie de Trasparga et de María Manuela Castro López, troisième de quatre enfants (Antonio, María et Sérafín), Xosé María est né au sein d'une famille de paysans. En 1929 il entre au Séminaire de Mondoñedo, où il connaîtra Aquilino Iglesia Alvariño.
Durant son service militaire il est destiné au corps sanitaire de La Corogne en tant que brancardier et aide-soignant. Pendant la Guerre Civile, après avoir passé une semaine sur le front des Asturies, il est destiné à la clinique militaire de l'hôpital de Pontevedra. En 1939, il retourne au séminaire, qu'il abandonnera très vite. Il collabora avec Iglesias Alvariño comme professeur au Collège León XIII, de Vilagarcía de Arousa.
Ayant abandonné les études religieuses, il passa son baccalauréat en 1945, puis se licencia en Philologie et Lettres à l'Université de Salamanque, où il se spécialisa en langues modernes. En 1948 il s'installe à Madrid où il travaille comme traducteur pour des organismes officiels et privés, entre autres pour le Ministère de la Gobernation, aux affaires de la sécurité et aux services secrets. Plus tard il travaille comme professeur de langues classiques et modernes. Il a travaillé au Conseil Supérieur de la Recherche Scientifique, où il obtint un poste de chef du Service de l'Information et de la Documentation de l'Institut du Froid. Jusqu'en 1966 il sera chargé des services de traduction à l'Institut de la Culture Hispanique, en français, anglais, allemand, italien, portugais, néerlandais et langues scandinaves.
Le 10 août 1954 il épouse María Teresa Zubizarreta Bengoechea, naturelle de Urretxu, avec qui il aura trois enfants, José Mari, Maite et Iñigo, tous nés, eux aussi, à Urretxu.

## Œuvre
Díaz Castro a publié ses premiers vers à l'âge de dix-sept ans dans la revue Lluvia de rosas de Tarragone, mais son entrée au séminaire et sa prise de contact avec Aquilino Iglesia Alvariño furent pour lui un appui décisif pour sa promotion en tant qu'écrivain et pour commencer à écrire en galicien. Il publie ses premiers vers en galicien, «Lembranzas e sospiros» (Souvenirs et soupirs) dans El Progreso Villalbés le 6 août 1931, puis entre 1931 et 1932 «Baix'o o calor» (Sous la chaleur), « Lá vou, amor » (J'y vais, amour), «As formigas» (Les fourmis), « Era un contiño de fadas » (Cétait une petite histoire de fées) et plus tard il écrit deux recueils de poésie, également en galicien, Follas verdes (Feuilles vertes) en 1934 et Follas ô aire (Feuilles à l'air), qui comprend des vers de 1932 à 1935, qui finalement resteront inédits.
Le 16 août 1946, il reçut le prix des Xogos Florais (Floralies) de Betanzos pour son poème «El Cántico de la Ciudad» (Le Cantique de la Ville), écrit en espagnol, et pour «Nascida d'un soño» (Née d'un rêve), trois sonnets en galiciens.

### Nimbos
Mais Díaz Castro est considéré comme auteur d'une seule œuvre, le recueil de poèmes Nimbos, édité à Vigo par Galaxia le 9 juillet 1961, qui a exercé une grande influence sur les poètes ultérieurs par sa perfection, par sa préoccupation pour la Galice et pour les problèmes de base de l'être humain, la vie, la mort et le temps. Díaz Castro est généralement encadré dans la Génération de 36 auprès de poètes comme Ricardo Carvalho Calero, Celso Emilio Ferreiro et Aquilino Iglesia Alvariño. Dans cette œuvre, qui comprend, révisés, les poèmes recueillis par Fernández del Riego, on trouve une réflexion sur le destin humain au travers de la préoccupation existentielle et religieuse et de la communion avec la nature. Dans l'un de ses poèmes les plus connus, "Pénélope", il fait une réflexion sur une Galice qui reste endormie, sans cependant abandonner l'espoir pour sa patrie.

## Traducteur
Il dominait plus d'une douzaine de langues, ce qui lui permit de traduire en galicien, de l'allemand, les Poemas de María de Rainer Maria Rilke et en espagnol, entre autres, des œuvres du Suédois Verner von Heidenstam (Prix Nobel de littérature en 1916), des Danois Henrik Pontoppidan et Johannes Vilhelm Jensen (prix Nobel de Littérature en 1917 et 1944), l'Austro-hongrois Rilke, l'Irlandais William Butler Yeats (Nobel de Littérature en 1923), les Américains T. S. Eliot et Walt Whitman, les Anglais G. K. Chesterton et Frederick Forsyth, l'Allemand Friedrich Schiller ou les Français Arthur Rimbaud, Paul Valéry, Alphonse de Lamartine et Paul Claudel. Il a également traduit en anglais Federico García Lorca et Rafael Alberti.

## Reconnaissance
Le 4 novembre 1973, il a été nommé correspondant de la RAG et le lycée de Guitiriz porte son nom (IES Poeta Díaz Castro). L'Académie Royale Galicienne (RAG) a décidé de lui consacrer, au centenaire de sa naissance, le Jour des Lettres Galiciennes de l'année 2014. Les autres écrivains proposés étaient Ricardo Carvalho Calero, Xosé Filgueira Valverde et Ramón de Valenzuela.